# Eumera regina
Eumera regina là một loài bướm đêm trong họ Geometridae.